# 罗山路站
罗山路站位于中华人民共和国上海市浦东新区张江镇罗山路与康桥路交叉口北侧，是上海地铁11号线与16号线的地铁车站，也是换乘站。11号线车站于2013年8月31日启用，16号线车站于2013年12月29日启用。11号线站台在地上二层而16号线站台在地上三层，地面层为站厅层，两站台之间有换乘楼梯连接。本站也是上海首个全部站台位于高架的轨交换乘车站（不計算共線段车站）。
羅山路站是16号线大站車的停靠站之一。

## 历史
2013年8月31日:11號線羅山路站結構啟用
2013年12月29日:16號線羅山路站結構啟用

## 车站结构

### 楼层分布
| 地上三层 |                    | █ 16号线 直达车通过线                       |  |  |
|          |                    | █ 16号线 往龙阳路（华夏中路）               |  |  |
|          | 岛式站台，左侧开门 |                                             |  |  |
|          |                    | █ 16号线 往滴水湖（周浦东）                 |  |  |
|          |                    | █ 16号线 直达车通过线                       |  |  |
| 地上二层 |                    | █ 11号线 往嘉定北或花桥（御桥）             |  |  |
|          | 岛式站台，左侧开门 |                                             |  |  |
|          |                    | █ 11号线 往迪士尼（秀沿路）                 |  |  |
| 地面层   | 站厅及出入口       | 1-5出入口、票务服务、自动售票机、人工服务台 |  |  |

### 站台
本站是上海地铁首个高架轨交换乘车站。11号线采用岛式站台，站前（往御桥站方向）设出入库线，连接川杨河车辆段，站后设存车折返线（高峰期往南翔和花桥方向的列车均使用此线折返）。16号线为四线单岛式站台，在两侧列车停靠线外侧均设越行线，站前（往华夏中路站方向）设出入库线，连接川杨河车辆段。16号线延伸至龙阳路前，曾通过该出入库线折返。
- 16号线16A02型列车驶入罗山路站
- 16号线AC19型1611号列车驶离罗山路站准备折返
- 迪士尼涂装的11号线列车驶入罗山路站
- 11号线軌道
- 11号线站台上的候车室
- 站厅
- 11号线站台

## 出入口
罗山路站共有5个出入口，各出入口如下所示：
| 出口编号            | 出口指示         | 照片 |
| ------------------- | ---------------- | ---- |
| 1 · 出口 · （设有） | 罗山路           |      |
| 2 · 出口 · （设有） | 罗山路，康桥东路 |      |
| 3 · 出口 · （设有） | 罗山路，康桥东路 |      |
| 4 · 出口 · （设有） | 罗山路           |      |
| 5 · 出口 · （设有） | 罗山路           |      |
| 图例： 设有         |                  |      |